# Meg-John Barker
Meg-John Barker (23 juin 1974) est une personnalité non binaire, essayiste, psychothérapeute et psychologue, qui a écrit des livres anti self-care (en) sur les relations, le sexe et le genre, ainsi que des livres de non-fiction graphiques, Queer: A Graphic History and Gender: A Graphic Guide, et le livre The Psychology of Sex. Barker a créé le blog Rewriting the Rules, nommé d'après son livre du même nom, et animé un podcast avec l'éducateur sexuel Justin Hancock.
Barker est titulaire d'un doctorat en psychologie de l'université de Nottingham et a travaillé pendant vingt ans en tant que psychologue universitaire à l'Open University du Royaume-Uni et en tant que psychothérapeute spécialiste du sexe et du genre.
Barker a écrit et édité certaines des premières collections académiques sur la non-monogamie ouverte, la bisexualité, le genre non binaire et le BDSM, et dirigé la rédaction de la revue Psychology & Sexuality de 2010 à 2017. Barker a également rédigé en grande partie le rapport sur la bisexualité et le rapport de la British Association for Counselling and Psychotherapy (en) (BACP) sur la diversité des genres et des relations sexuelles.

## Formation et vie privée
Barker nait à Hull, en Angleterre, le 23 juin 1974, et grandit à Bradford. Barker est titulaire d'un doctorat en psychologie de l'université de Nottingham . Après avoir enseigné dans plusieurs établissements de l'enseignement supérieur, Barker s'installe à l'Open University en 2008, après avoir également obtenu une maîtrise en psychothérapie de l'université de Sheffield. Barker se forme à la principale clinique sexuelle et relationnelle du NHS au Guy's Hospital pendant plusieurs années.
Meg-John Barker est non-binaire (ses pronoms sont they/them/their, « iel » en français),,,.

## Carrière
Le principal domaine d'expertise de Barker est la sexualité humaine, le genre et les relations amoureuses, en mettant l'accent sur les expériences des personnes dans les communautés situées en dehors du courant dominant — en particulier les personnes polyamoureuses —, kink, non binaires et bisexuelles. Théoriquement, son travail s'inspire du constructionnisme social, de l'existentialisme et de la philosophie bouddhiste. Barker a co-publié avec Darren Langdridge deux recueils sur le sadomasochisme et sur la non-monogamie, et un livre pour les professionnels de la santé mentale (co-écrit avec Christina Richards). Barker a fondé la revue Psychology & Sexuality avec Langdridge en 2010, et l'a co-éditée jusqu'en 2017. Barker a co-organisé la série Critical Sexology de 2006 à 2018 et BiReCon (une conférence de recherche biennale qui a lieu avant la conférence annuelle BiCon).

### Œuvre
Barker a inventé l'expression anti self-help (« anti-auto-assistance ») pour décrire des outils d'auto-assistance qui placent les difficultés que rencontrent les individus dans leur contexte plus large (structures sociétales et messages culturels), plutôt qu'en eux-mêmes. Les livres anti-auto-assistance de Barker visent à aider les gens à naviguer dans leur relation avec des compréhensions socioculturelles plus larges, plutôt que de se considérer comme un problème qui doit être résolu. Barker a produit des livres appliquant cette approche aux relations, au sexe (avec Justin Hancock) et au genre (avec Alex Iantaffi) ainsi qu'à la production de livres de non-fiction de style roman graphique et de zines sur les personnes queer, la pleine conscience et d'autres sujets ainsi qu'un podcast sur le sexe et les relations.

### Carrière en psychothérapie
Barker a une formation en psychothérapie et a dirigé un module intitulé Exploring Fear and Sadness (Explorer la peur et la tristesse) à la faculté des arts et sciences sociales de l'Open University. Barker a une formation en psychothérapie existentielle ainsi qu'à la pleine conscience, et a écrit des ouvrages sur cette dernière développant les approches de la pleine conscience sociale et de la thérapie sexuelle et relationnelle consciente (MSRT). Sa pratique prend désormais la forme de consultation et de mentorat entre pairs avec des personnes écrivaines, praticiennes, militantes et organisatrices, en mettant l'accent sur les relations avec soi-même, les autres et le monde en général.

### Engagements
L'engament de Barker dans le domaine des droits LGBTQIA+ est reconnu par son classement dans le top 40 de la Pink List (en) du journal The Independent on Sunday et de la Rainbow List (en). Barker est membre fondateur de BiUK, l'organisation pour la recherche et l'activisme bisexuels. Ce groupe a rédigé les directives internationales pour les universitaires étudiant la bisexualité (publiées dans le Journal of Bisexuality) et a produit The Bisexuality Report qui conseille les milieux politiques au pouvoir et les pratiques britanniques concernant la bisexualité sur la base de preuves concernant la biphobie, l'invisibilité bisexuelle et la santé mentale. En 2013, Barker remporte un Erotic Award dans la catégorie académique pour le livre Rewriting the Rules, comme indiqué par le Times Higher Education. Ses engagements actuels se concentrent sur les communautés trans et non binaires.

## Travaux

### Livres
- Barker, M. (2003) Introductory Psychology: History, Themes and Perspectives. Exeter: Learning Matters Ltd (ISBN 978-1903337172)
- Richards, C & Barker, M. (2013) Sexuality and Gender for Counsellors, Psychologists and Health Professionals: A Practical Guide. London: Sage.  (ISBN 978-0857028433)
- Barker, M. (2013) Mindfulness in Counselling & Psychotherapy: Practising Mindfully Across Approaches and Issues. London: Sage. (ISBN 978-1446211113)
- Barker, M.-J. & Gabb, J. (2016) The Secrets of Enduring Love: How to Make Relationships Last. London: Penguin RandomHouse (ISBN 978-1785040238)
- Barker, M.-J. & Scheele, J. (2016) Queer: A Graphic History. London: Icon Books.  (ISBN 978-1785780714) ; trad. Dervaux & Toulouse, La Découverte éd., 2003  (ISBN 978-2-3480-7845-3)
- Barker, M.-J. & Hancock, J. (2017) Enjoy Sex (How, When and If You Want To): A Practical and Inclusive Guide. London: Icon Books. (ISBN 978-1785780806)
- Iantaffi, A. & Barker, M.-J. (2017) How to Understand Your Gender: A Practical Guide for Exploring Who You Are. London: Jessica Kingsley.  (ISBN 978-1785927461)
- Barker, M.-J. (2018) Rewriting the Rules: An Anti Self-help Guide to Love, Sex and Relationships. Second edition. London: Routledge. (ISBN 978-1138043596)
- Barker, M.-J. (2018) The Psychology of Sex. London: Routledge (ISBN 978-1138676497)
- Barker, M.-J., Gill, R. & Harvey, L. (2018) Mediated Intimacy: Sex Advice in Media Culture. London: Polity (ISBN 978-1509509126)
- Barker, M.-J. & Iantaffi, A. (2019) Life Isn't Binary: On Being Both, Beyond, and In-Between. London: Jessica Kingsley (ISBN 978-1785924798)
- Barker, M.-J. & Scheele, J. (2019) Gender: A Graphic Guide. London: Icon Books.  (ISBN 978-1785784521)

### Livres (édition)
- Langdridge, D. & Barker M. (2007) Safe, Sane and Consensual: Contemporary Perspectives on Sadomasochism, Basingstoke: Palgrave Macmillan. (ISBN 978-0230517745)
- Barker, M., Vossler, A. & Langdridge, D. (Eds.) (2010) Understanding Counselling and Psychotherapy. London: Sage. (ISBN 978-1849204767)
- Langdridge, D. & Barker M. (Eds.) (2010) Understanding Non-monogamies. New York: Routledge. (ISBN 978-0415800556)
- Brotto, L. & Barker, M. (Eds.) (2014) Mindfulness in Sexual and Relationship Therapy. Abingdon: Taylor  (ISBN 978-0415736961)
- Richards, C. & Barker, M. (Eds.) (2015) The Palgrave Handbook of the Psychology of Sexuality & Gender. Basingstoke: Palgrave Macmillan.  (ISBN 978-1137345882)
- Vossler, A., Havard, C., Pike, G. Barker, M.-J. & Raabe, B. (Eds.) (2017) Mad or Bad? A Critical Approach to Counselling and Forensic Psychology. London: Sage. (ISBN 978-1473963528)
- Richards, C., Bouman, W. & Barker, M.-J. (Eds.) (2018) Genderqueer and Non-Binary Genders. Basingstoke: Palgrave Macmillan (ISBN 978-1473963528)

### Rapports
- Barker, M., Richards, C., Jones, R., Bowes-Catton, H., & Plowman, T. (2012). The Bisexuality Report: Bisexual Inclusion in LGBT equality and diversity. Milton Keynes: The Open University, Centre for Citizenship, Identity and Governance (ISBN 978-0415517638)
- Shaw, L., Butler, C. Langdridge, D., Gibson, S., Barker, M., Lenihan, P., Nair R., & Richards, C. (2012). Guidelines for psychologists working therapeutically with sexual and gender minority clients. Leicester: British Psychological Society.
- Attwood, F., Bale, C. & Barker, M. (Eds.) (2013). The Sexualization Report. Funded by The Wellcome Trust.
- Barker, M-J. (2017). BACP Good Practice in Action Fact Sheet 095: Gender, Sexual, and Relationship Diversity (GSRD). London: British Association of Counselling & Psychotherapy.

### Articles et chapitres de livres (sélection)
- Barker, M. (2005). This is my partner, and this is my... partner's partner: Constructing a polyamorous identity in a monogamous world.Journal of Constructivist Psychology 18: 75–88.
- Ritchie, A. & Barker, M. (2006). ‘There aren’t words for what we do or how we feel so we have to make them up’: Constructing polyamorous languages in a culture of compulsory monogamy. Sexualities 9: 584–601.
- Barker, M. (2007). Heteronormativity and the exclusion of bisexuality in psychology. In V. Clarke & E. Peel (Eds.) Out in Psychology: Lesbian, Gay, Bisexual, Trans and Queer Perspectives. pp. 95–117. Chichester: Wiley
- Barker, M. & Langdridge, D. (2010). Whatever happened to non-monogamies? Critical reflections on recent research and theory. Sexualities 13: 748–772.

### Rédaction de revues
- Psychologie & Sexualité . Taylor & Francis ISSN 1941-9899